# آن ماري جاسر
آن ماري جاسر (بالإنجليزية: Annemarie Jacir)، هي شاعرة ومخرجة فلسطينية، ولدت في مدينة بيت لحم عام 1974، عاشت في فلسطين حتى مغادرتها للدراسة في الولايات المتحدة الأمريكية. تعمل في السينما المستقلة منذ عام 1994.

## مسيرتها الفنية
تخرجت جاسر من جامعة كولومبيا في العام 2002 وحصلت على شهادة الماجستير في السينما من قسم فنون الفيلم. حصلت على المرتبة 96 في قائمة أكثر 100 امرأة عربية تأثيرًا لعام 2013. بدأت العمل في السينما خلال دراستها الجامعية على نحو مستقل، وأخرجت عدد من الأفلام الوثائقية القصيرة، من بينها «تاريخ ما بعد أوسلو» وفيلم «صفر». حازت على جائزة كاثرين بارلان كأفضل سيناريو وجائزة زكي جوردان لتفوقها في كتابة السيناريو. ولها أكثر من اثني عشر فيلمًا وثائقيًّا طويلًا وقصيرًا خلال العقدين المنصرمين.
بداية شهرتها كانت من خلال فيلمها الطويل الأول «ملح هذا البحر» (2008)، ليدرج اسمها من بين أسماء المخرجين المستقلين الجدد. ترشح الفيلم لجائزة الأوسكار عن أفضل فيلم وثائقي أجنبي. حصد الفيلم جائزة مهرجان ميلانو ودبي لأفضل سيناريو، بالإضافة للعديد من الجوائز الأخرى، وعرض في مهرجانات ميتشيغن ونيويورك وشيكاغو، ومهرجان صن دانس في يوتاه. تدور أحداث الفيلم عن بداية النكبة الفلسطينية، ويسرد كيفية قيام دولة إسرائيل من خلال هدم القرى الفلسطينية بشكل منهجي. أبرزت آن ماري جاسر في الفيلم حس إخراجي عالي يعتمد على توثيق كافة التفاصيل لحظة بلحظة من خلال ذاكرة الشخصيات الفردية.
في عام 2013، صورت جاسر فيلمًا روائيًّا آخر بعنوان «لما شفتك» وقد حاز الفيلم على جائزة الشبكة الآسيوية الداعمة لصناعة السينما في مهرجان برلين السينمائي، الفيلم يتحدث عن ما حدث وراء الكواليس خلال حرب النكسة عام 1967. تم اختيار فيلمها واجب (فيلم) (2017) لتمثيل فلسطين رسميًّا عن جائزة أفضل فيلم بلغة أجنبية في الدورة التسعين للأوسكار للعام  2018.
كتبت وأنتجت العديد من الأفلام شاركت في مهرجان عربية ودولية وحازت على جوائز، من بينها A Few Crumbs for the Birds «بعض فتات للطيور» (2005)، صورته من داخل أحد مخيمات اللاجئين الفلسطينيين وشارك في مهرجان فينيسيا، وأفلام أخرى مثل Post Oslo History «تاريخ ما بعد أوسلو» (1998)، والأفلام القصيرة «أحرق الرماد» (2006)، و«صوت الشارع» و«كأننا عشرون مستحيل» Like Twenty Impossibles الذي حصل على أكثر من 15 جائزة في المهرجانات الدولية، من بينها أفضل فيلم قصير في المهرجان الدولي بالم سبرينغز للأفلام القصيرة، ومهرجان شيكاغو السينمائي الدولي، ومعهد العالم العربي، ومهرجان مانهايم هايدلبرغ - السينمائي. وكان أول فيلم عربي قصير يشارك في مهرجان كان السينمائي في العام 2003.
تقيم المخرجة آن ماري جاسر في عمان، الأردن، وهي مخرجة سينمائية ماهرة تمكنت من اثبات موهبته وقد كتبت وأخرجت 14 فيلماً وكان أول عمل لها هو فيلمها الأول «ملح هذا البحر»، وقد رشح لجائزة أفضل فيلم ناطق بلغة أجنبية ضمن جوائز الأكاديمية تمكنت ماري جاسر من تعلم كتابة السيناريو كما عملت في مجال المونتاج وفي الإشراف على المشاريع السينمائية، اختارها المخرج الصيني المعروف زانغ ييمو، لتكون أول مخرجة تعمل تحت رعايته كجزء من مبادرة «روليكس للفنون».
أختها الفنانة التشكيلية وقيمة المعارض إميلي جاسر وتعملان في الوقت الحالي على إنشاء مركز ثقافي يحمل اسم العائلة «دار جاسر» في مدينة بيت لحم.

## الجوائز والتقدير
- 96 ضمن «أقوى 100 امرأة عربية 2013»، أريبيان بزنس[8]

## روابط خارجية
- آن ماري جاسر على موقع IMDb (الإنجليزية)
- آن ماري جاسر على موقع قاعدة بيانات الأفلام العربية
- آن ماري جاسر على موقع ألو سيني (الفرنسية)
- آن ماري جاسر على موقع أول موفي (الإنجليزية)
- آن ماري جاسر على موقع قاعدة بيانات الأفلام السويدية (السويدية)
- آن ماري جاسر على موقع قاعدة بيانات الفيلم (الإنجليزية)
- آن ماري جاسر على موقع كينوبويسك (الروسية)